# Las mieszany świeży
Las mieszany świeży (LMśw) – siedlisko średnio żyzne, dość wilgotne, będące pod wpływem słabym wód opadowych i gruntowych. Najczęściej występuje na glebach rdzawych właściwych i rdzawych bielicowych utworzonych na piaskach luźnych i słabogliniastych, niekiedy podścielone pyłem piaszczystym lub piaskiem gliniastym.
Najczęściej są one pochodzenia wodnolodowcowego, zwałowego i trzeciorzędowego o niewielkiej zawartości węglanu wapnia.
Niekiedy jednak ten typ lasu odróżnia się większą żyznością występującą na glebach opadowo-glejowych.
Charakterystyczną formą próchnicy jest moder świeży lub moder-mull świeży.
W drzewostanie gatunkami dominującymi w pułapie lasu są dąb bezszypułkowy III–IV bonitacji oraz sosna zwyczajna I–II bonitacji. Natomiast w niższych warstwach występuje często dąb szypułkowy. Gatunkami domieszkowymi są: brzoza brodawkowata, jarząb, kruszyna pospolita, trzmielina brodawkowata oraz często leszczyna.
Gatunki różnicujące LMśw od BMśw:
- Gwiazdnica wielkokwiatowa – Stellaria holostea
- Prosownica rozpierzchła – Milium effusum
- Przylaszczka pospolita – Hepatica nobilis
- Żurawiec falisty – Atrichum undulatum (Catharinea undulata)
- Przytulia Schultesa – Galium Schultesii
- Kupkówka Aschersona – Dactylis polygama (A. aschersoniana)
- Perłówka zwisła – Melica nutans
- Lilia złotogłów – Lilium martagon
- Zawilec gajowy – Anemone nemorosa
- Fiołek leśny – Viola reichenbachiana (V. sylvestris)
- Turzyca palczasta – Carex digitata
- Dąbrówka rozłogowa – Ajuga reptans
- Sałatnik leśny – Mycelis muralis
- Wiechlina gajowa – Poa nemoralis
- Kostrzewa leśna – Festuca altissima (syn. F. sylvatica) – występuje w buczynach

Gatunki częste:
- Konwalijka dwulistna – Maianthemum bifolium
- Szczawik zajęczy – Oxalis acetosella
- Jastrzębiec leśny – Hieracium murorum
- Poziomka pospolita – Fragaria vesca
- Trzcinnik leśny – Calamagrostis arundinacea
- Konwalia majowa – Convallaria majalis